# Ignacio Zaragoza, Macuspana
Ignacio Zaragoza är en ort i Mexiko.   Den ligger i kommunen Macuspana och delstaten Tabasco, i den sydöstra delen av landet, 700 km öster om huvudstaden Mexico City. Ignacio Zaragoza ligger 16 meter över havet och antalet invånare är 739.
Terrängen runt Ignacio Zaragoza är platt. Runt Ignacio Zaragoza är det ganska tätbefolkat, med 67 invånare per kvadratkilometer. Närmaste större samhälle är Macuspana, 2,3 km sydväst om Ignacio Zaragoza. Trakten runt Ignacio Zaragoza består till största delen av jordbruksmark.